# مرمى الحجر
مرمى الحجر قرية سوريّة تتبع إداريّاً لمحافظة حلب منطقة جرابلس ناحية مركز جرابلس، بلغ تعداد سكانها 1,818 نسمة حسب التعداد السكاني لعام 2004.